# كاتي هيكمان
كاتي هيكمان (بالإنجليزية: Katie Hickman)‏ هي كاتبة رحلات بريطانية، ولدت في 6 ديسمبر 1960 في ويلينغتون في نيوزيلندا.